# Вруља
Вруља је подморско крашко врело. Настаје у случају када се крашки канали, којима се крећу подземни токови, завршавају на морском дну. У случају када је море плитко, вруља се може запазити на површини мора по комешању воде. На месту где се налази вруља, морска вода је знатно хладнија и јако ослађена. Вруље се прецизно могу открити инфрацрвеним снимањем. Ови снимци су осетљиви на промену температуре, и на местима вруља се јавља аномално подручје.
На подручју Јадранског мора, највећи број вруља се јавља на простору од Цавтата до Дубровника. Ове вруље настале су избијањем подземних токова Требишњице.